# Blidö
Blidö est une île de l'archipel de Stockholm  en Suède,,.

## Présentation
Blidö fait partie de la commune de Norrtälje.
Son point le plus septentrional s'appelle Kråknäset.
Blidö est accessibles par traversier de l'île Yxlan voisine et de Stockholm.
La réserve naturelle de Linkudden (sv) est située au sud-est de Blidö.

## Monuments
Construite en 1859, l'église de Blidö (sv) est située au milieu de l'île.

## Personnalités
L'artiste Rune Jansson (sv) est né à Blidö.
Ture Nerman y avait sa résidence d'été dans les années 1950 et Tove Jansson y passait ses étés pendant son enfance.

## Accès
Blidö est accessible, par la ligne de bus 634 de Storstockholms Lokaltrafik, depuis Norrtälje via l'île voisine d'Yxlan et une liaison par traversier depuis Furusund par la route de Furusund (sv) et la route de Blidö (sv).
L'île n'a pas de ponts, seulement des traversiers qui circulent entre Furusund (qui a une connexion par pont avec le continent) et Köpmanholm (Yxlan) et entre Larshamn (Yxlan) et Norrsund (Blidö).
Waxholmsbolaget dessert Blidö pendant l'été depuis Stockholm avec les navires S/S Blidösund (sv), M/S Sjögull (sv) et M/S Sjöbris (sv).

## Galerie

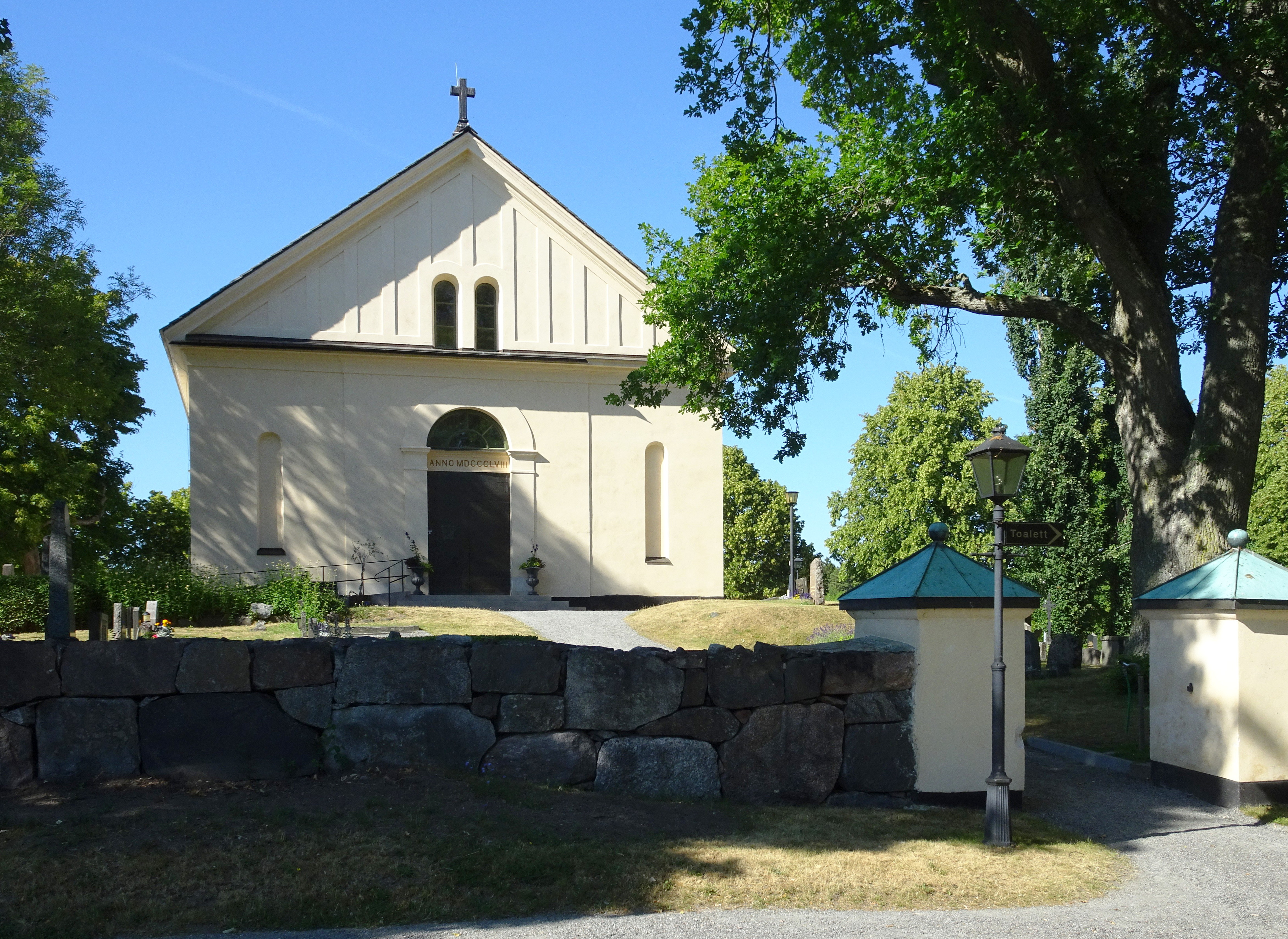
Église de Blidö.
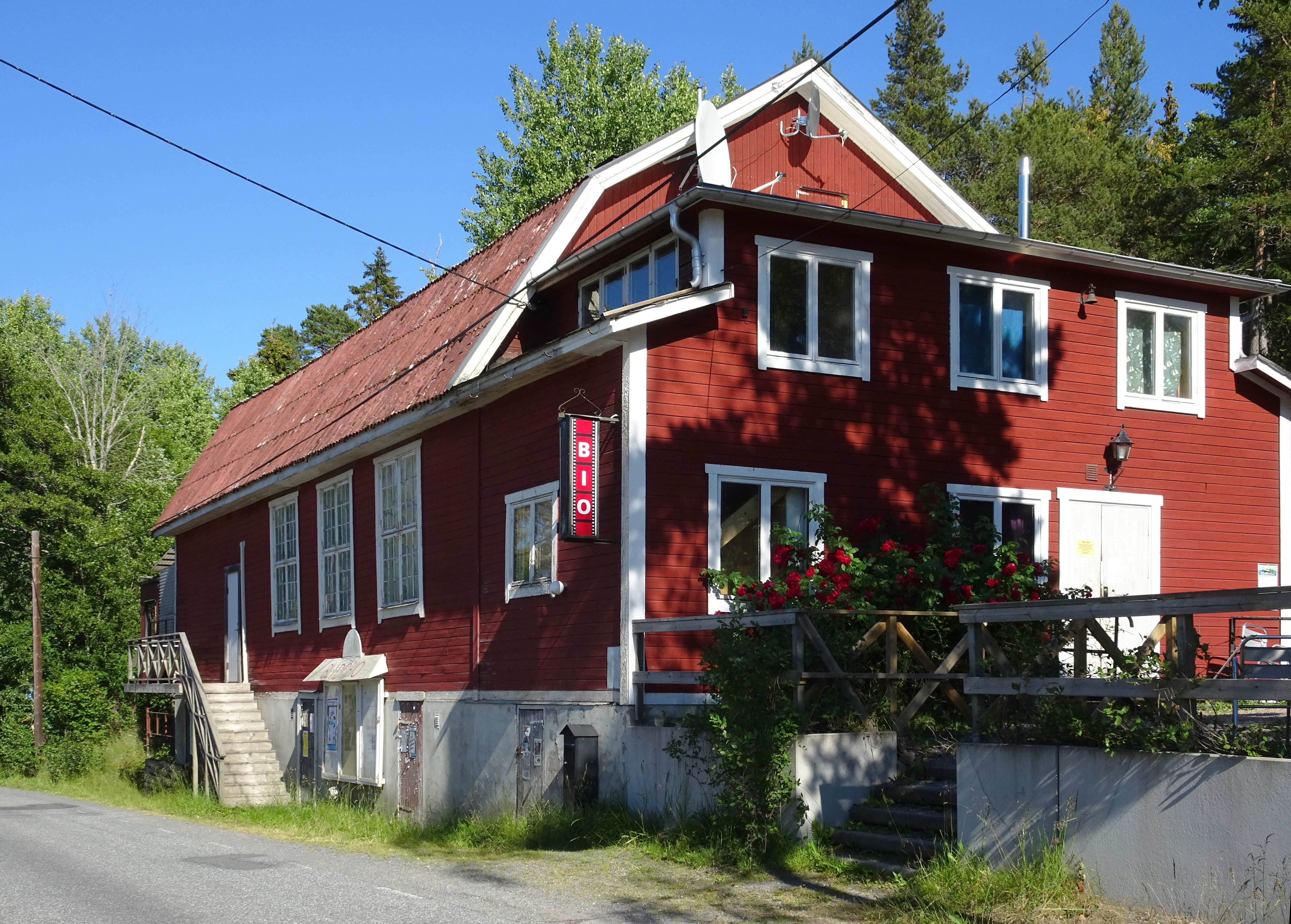
Magasin de Blidö.
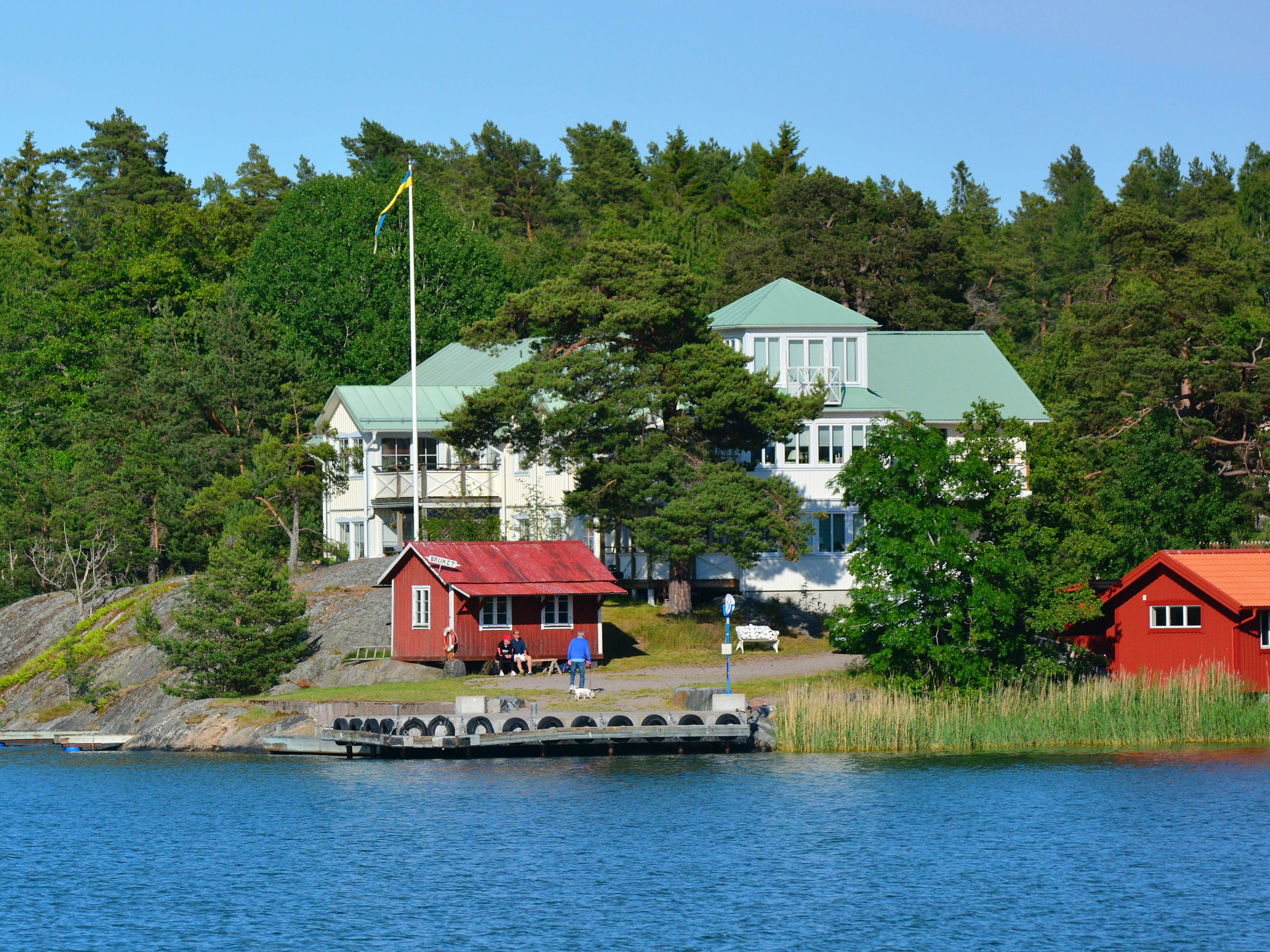
Embarcadère sur la rive nord-ouest de Blidö.